# Stefan Wukanowicz Nemanicz

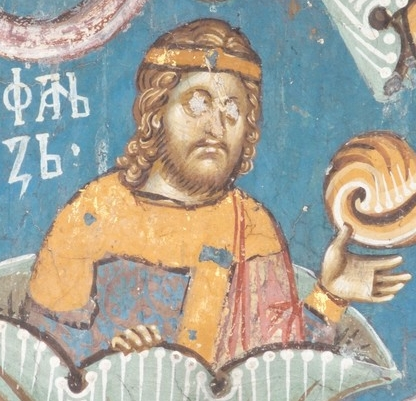
Stefan Wukanowicz, fresk z monasteru Visoki Dečani

Stefan Wukanowicz Nemanicz – syn Wukana Nemanicza. Budowniczy monasteru Morača
Stefan był synem Wukana, władcy Zety i wnukiem wielkiego żupana Raszki Stefana Nemanii. O jego matce wiadomo tylko, że pochodziła z włoskiego rodu de Segni. Ojciec Wukan zmarł około 1209 roku. W 1208 roku przekazał władzę nad Zetą, wraz z tytułem królewskim, najstarszemu synowi Jerzemu. Jerzy władał Zetą do 1216 roku, kiedy została ona przyłączona do państwa serbskiego. W latach 1251–1252 Stefan wzniósł monaster Morača. Na pochodzącym z XVII wieku fresku z tego klasztoru jest nazwany królem. Istnieje możliwość, że po objęciu w 1243 roku władzy nad Serbią król Stefan Urosz I wydzielił synom Wukana niewielkie dzielnice: Jerzemu wokół Ulcinja, Stefanowi  nad rzeką Moračą, a trzeciemu z braci Dmytrowi nad Limem. Prawdopodobnie miejscowa ludność (m.in. malarz fresków w Moračy) używała w stosunku do Jerzego i Stefana tradycyjnego tytułu królewskiego, nieuznawanego przez obce państwa.